# Spalken

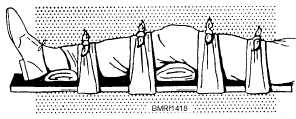

Spalken is het fixeren van een gewricht zodat beweging tot een minimum wordt beperkt. Een spalk is een tijdelijke behandeling om de pijn te verzachten of om verdere letsels te voorkomen. Een nader onderzoek en behandeling is steeds noodzakelijk.
Een spalk van de dokter wordt ook wel een splint genoemd.
Tape en verband worden veelal gebruikt bij het spalken. Om extra immobilisatie te verkrijgen zal men fixerende voorwerpen gebruiken, zoals een stuk hout, of een stuk metaal.